# Смит, Джо (баскетболист)
Джозеф Лейнард «Джо» Смит (англ. Joseph Leynard "Joe" Smith; род. 26 июля 1975, Норфолк, штат Виргиния) — американский профессиональный баскетболист, выступавший в НБА. Был выбран под 1-м номером на драфте НБА 1995 года командой «Голден Стэйт Уорриорз». Джо Смит был игроком года колледжа в Мэриленде.

## Карьера в НБА

### Голден Стэйт Уорриорз (1995—1998)
Джо Смит учился в Средней школе Maury и играл за Университет Мэриленда. Джо Смит был выбран первым номером на драфте 1995 года клубом НБА «Голден Стэйт Уорриорз». После Смита были выбраны Кевин Гарнетт, Антонио Макдайесс и Рашид Уоллес, а также Джерри Стэкхауз. Джо Смит был приглашен на Матч новичков НБА. В первом сезоне 1995/1996 стал вторым новичком года, после занявшего первое место Дэймона Стадемайра.
Джо Смит играл два с половиной года за «Голден Стэйт Уорриорз», после чего был обменян в «Филадельфию Севенти Сиксерс». Статистические данные Смита с переходом в клуб постепенно уменьшались и впоследствии стали снижаться с каждым обменом или переходом.

### Миннесота Тимбервулвз (1998—2003)
Несмотря на снижение с каждым годом результативности, Смит был замечен, как нужный игрок в любой команде лиги. В 1998 году Джо поставил свою подпись под контрактом в небольшие деньги с клубом «Миннесота Тимбервулвз». В течение последующих двух лет Смит играет очень продуктивно и более менее результативно с звездным форвардом Кевином Гарнеттом.
После окончания сезона 1999/2000 было обнаружено, что Джо Смит был вовлечен в скандал с потолком зарплат клуба Кевина Макхейла. Смиту предположительно пообещали многомиллионный контракт, если он подпишет с клубом контракт, ниже рыночной цены. Лига позже обнаружила нарушения, и приняла решение отстранить игрока от игровой практики на один год, а также строго наказала клуб, отстранив от пяти выборов на драфте первого раунда (хотя позже два были возвращены) и оштрафовали на сумму 3,5 миллионов долларов.

### Детройт Пистонс (2000—2001)
После отбытия дисквалификации Джо Смит стал свободным агентом и заключает контракт с клубом «Детройт Пистонс», в течение сезона 2000/2001 он выходил на паркет как резервист. Смит стал семимильными шагами прогрессировать и с этим увеличивалась результативность, в конце сезона Джо возвращается в стан «Тимбервулвз», где он играет в течение двух последующих сезонов.

### Карьерное падение или рост Джо Смита с 2003 года
В течение следующих трех сезонов Смит выступает за клуб «Милуоки Бакс» (2003—2006 сезоны). В 2006 году Смит переходит в «Денвер Наггетс», где он отыграл только 11 игр прежде, чем был обменян с Андре Миллером в «Филадельфию Севенти Сиксерс» на звездного защитника Аллена Айверсона. Количество временного отрезка Смита в клубе составляло более чем 25 минут. Вторая половина сезона для Джо и в целом для клуба стала неудачной, и не доходит до стадии плей-офф.
В течение 2007—2008 сезона Смит подписал контракт с «Чикаго Буллз». Джо набирал в том сезоне более чем 11 очков и 5 подборов за игру, но команда одержала всего 33 победы из 82 игр. В сезона Смит в результате тройного обмена оказался в «Кавальерс».
13 августа 2008 года Джо Смит был обменян в клуб «Оклахома-Сити Тандер», в котором приняли участие шесть игроков (Мо Уильямс, Джо Смит, Десмонд Мэйсон, Дэймон Джонс, Люк Риднаур и Адриан Гриффин) и три клуба лиги («Кливленд Кавальерс», «Оклахома-Сити Тандер», «Милуоки Бакс»).
1 марта 2009 года «Оклахома-Сити Тандер» выкупила остаток контракта Джо и он становится свободным агентом. Через две ночи после расторжения контракта Смит согласился на условия о возвращение в клуб «Кливленд Кавальерс» и воссоединением с игроками.
25 августа 2009 года Смит подписывает однолетний контракт с клубом «Атланта Хокс». 17 марта 2010 года Джо стал 92-м игроком в истории NBA, достигнувшим барьера в 1000 игровых побед.
10 сентября 2010 года игрок заключает контракт с клубом «Нью-Джерси Нетс». Но 15 декабря в результате трехстороннего обмена, Смит переходит в «Лос-Анджелес Лейкерс».

## BIG3
В новой лиге BIG3, стартовавшей летом 2017 года, выступает за команду «Ghost Ballers».

## Статистика

### Статистика в НБА
| Сезон                                                                                    | Команда       | Регулярный сезон | Регулярный сезон | Регулярный сезон | Регулярный сезон | Регулярный сезон | Регулярный сезон | Регулярный сезон | Регулярный сезон | Регулярный сезон | Регулярный сезон | Регулярный сезон | Серия плей-офф | Серия плей-офф | Серия плей-офф | Серия плей-офф | Серия плей-офф | Серия плей-офф | Серия плей-офф | Серия плей-офф | Серия плей-офф | Серия плей-офф | Серия плей-офф |
| Сезон                                                                                    | Команда       | GP               | GS               | MPG              | FG%              | 3P%              | FT%              | RPG              | APG              | SPG              | BPG              | PPG              | GP             | GS             | MPG            | FG%            | 3P%            | FT%            | RPG            | APG            | SPG            | BPG            | PPG            |
| ---------------------------------------------------------------------------------------- | ------------- | ---------------- | ---------------- | ---------------- | ---------------- | ---------------- | ---------------- | ---------------- | ---------------- | ---------------- | ---------------- | ---------------- | -------------- | -------------- | -------------- | -------------- | -------------- | -------------- | -------------- | -------------- | -------------- | -------------- | -------------- |
| 1995/96                                                                                  | Голден Стэйт  | 82               | 82               | 34,4             | 45,8             | 35,7             | 77,3             | 8,7              | 1,0              | 1,0              | 1,6              | 15,3             | Не участвовал  | Не участвовал  | Не участвовал  | Не участвовал  | Не участвовал  | Не участвовал  | Не участвовал  | Не участвовал  | Не участвовал  | Не участвовал  | Не участвовал  |
| 1996/97                                                                                  | Голден Стэйт  | 80               | 79               | 38,6             | 45,4             | 26,1             | 81,4             | 8,5              | 1,6              | 0,9              | 1,1              | 18,7             | Не участвовал  | Не участвовал  | Не участвовал  | Не участвовал  | Не участвовал  | Не участвовал  | Не участвовал  | Не участвовал  | Не участвовал  | Не участвовал  | Не участвовал  |
| 1997/98                                                                                  | Голден Стэйт  | 49               | 49               | 33,6             | 42,9             | 0,0              | 76,9             | 6,9              | 1,4              | 0,9              | 0,8              | 17,3             | Не участвовал  | Не участвовал  | Не участвовал  | Не участвовал  | Не участвовал  | Не участвовал  | Не участвовал  | Не участвовал  | Не участвовал  | Не участвовал  | Не участвовал  |
| 1997/98                                                                                  | Филадельфия   | 30               | 6                | 23,3             | 44,8             | 0,0              | 78,8             | 4,4              | 0,9              | 0,6              | 0,4              | 10,3             | Не участвовал  | Не участвовал  | Не участвовал  | Не участвовал  | Не участвовал  | Не участвовал  | Не участвовал  | Не участвовал  | Не участвовал  | Не участвовал  | Не участвовал  |
| 1998/99                                                                                  | Миннесота     | 43               | 42               | 33,0             | 42,7             | 0,0              | 75,5             | 8,2              | 1,6              | 0,7              | 1,5              | 13,7             | 4              | 4              | 30,0           | 29,7           | -              | 72,7           | 6,5            | 1,3            | 0,5            | 2,0            | 7,5            |
| 1999/00                                                                                  | Миннесота     | 78               | 9                | 25,3             | 46,4             | 100,0            | 75,6             | 6,2              | 1,1              | 0,6              | 1,1              | 9,9              | 4              | 0              | 19,8           | 47,1           | 0,0            | 100,0          | 3,0            | 0,3            | 0,8            | 0,3            | 4,5            |
| 2000/01                                                                                  | Детройт       | 69               | 59               | 28,1             | 40,3             | 0,0              | 80,5             | 7,1              | 1,1              | 0,7              | 0,7              | 12,3             | Не участвовал  | Не участвовал  | Не участвовал  | Не участвовал  | Не участвовал  | Не участвовал  | Не участвовал  | Не участвовал  | Не участвовал  | Не участвовал  | Не участвовал  |
| 2001/02                                                                                  | Миннесота     | 72               | 62               | 26,7             | 51,1             | 66,7             | 83,0             | 6,3              | 1,1              | 0,5              | 0,8              | 10,7             | 3              | 1              | 14,3           | 42,9           | -              | 87,5           | 3,7            | 0,0            | 0,0            | 0,3            | 4,3            |
| 2002/03                                                                                  | Миннесота     | 54               | 21               | 20,7             | 46,0             | 0,0              | 77,9             | 5,0              | 0,7              | 0,3              | 1,0              | 7,5              | 5              | 1              | 8,0            | 66,7           | -              | 100,0          | 1,2            | 0,0            | 0,2            | 0,2            | 2,8            |
| 2003/04                                                                                  | Милуоки       | 76               | 76               | 29,7             | 43,9             | 20,0             | 85,9             | 8,5              | 1,0              | 0,6              | 1,2              | 10,9             | 5              | 5              | 35,0           | 49,1           | 0,0            | 92,3           | 10,0           | 0,4            | 0,8            | 2,0            | 13,2           |
| 2004/05                                                                                  | Милуоки       | 74               | 73               | 30,6             | 51,4             | 0,0              | 76,8             | 7,3              | 0,9              | 0,6              | 0,5              | 11,0             | Не участвовал  | Не участвовал  | Не участвовал  | Не участвовал  | Не участвовал  | Не участвовал  | Не участвовал  | Не участвовал  | Не участвовал  | Не участвовал  | Не участвовал  |
| 2005/06                                                                                  | Милуоки       | 44               | 5                | 20,2             | 47,5             | 0,0              | 77,4             | 5,2              | 0,7              | 0,5              | 0,3              | 8,6              | 5              | 0              | 21,2           | 48,5           | -              | 66,7           | 5,4            | 0,6            | 0,4            | 0,4            | 7,6            |
| 2006/07                                                                                  | Денвер        | 11               | 0                | 13,5             | 47,9             | 0,0              | 83,3             | 3,6              | 0,3              | 0,5              | 0,6              | 5,1              | Не участвовал  | Не участвовал  | Не участвовал  | Не участвовал  | Не участвовал  | Не участвовал  | Не участвовал  | Не участвовал  | Не участвовал  | Не участвовал  | Не участвовал  |
| 2006/07                                                                                  | Филадельфия   | 54               | 11               | 25,1             | 44,5             | 0,0              | 84,6             | 6,7              | 0,9              | 0,6              | 0,4              | 9,2              | Не участвовал  | Не участвовал  | Не участвовал  | Не участвовал  | Не участвовал  | Не участвовал  | Не участвовал  | Не участвовал  | Не участвовал  | Не участвовал  | Не участвовал  |
| 2007/08                                                                                  | Чикаго        | 50               | 35               | 22,9             | 46,6             | 0,0              | 80,7             | 5,3              | 0,9              | 0,5              | 0,6              | 11,2             | Не участвовал  | Не участвовал  | Не участвовал  | Не участвовал  | Не участвовал  | Не участвовал  | Не участвовал  | Не участвовал  | Не участвовал  | Не участвовал  | Не участвовал  |
| 2007/08                                                                                  | Кливленд      | 27               | 1                | 21,5             | 51,2             | 0,0              | 65,2             | 5,0              | 0,7              | 0,3              | 0,6              | 8,1              | 13             | 0              | 20,3           | 48,6           | 0,0            | 63,6           | 4,6            | 0,5            | 0,4            | 0,5            | 6,6            |
| 2008/09                                                                                  | Оклахома-Сити | 36               | 3                | 19,2             | 45,4             | 50,0             | 70,4             | 4,5              | 0,7              | 0,3              | 0,7              | 6,6              | Не участвовал  | Не участвовал  | Не участвовал  | Не участвовал  | Не участвовал  | Не участвовал  | Не участвовал  | Не участвовал  | Не участвовал  | Не участвовал  | Не участвовал  |
| 2008/09                                                                                  | Кливленд      | 21               | 0                | 19,6             | 49,6             | 33,3             | 75,0             | 4,8              | 0,8              | 0,3              | 0,7              | 6,5              | 13             | 0              | 16,7           | 46,0           | 60,0           | 79,3           | 3,7            | 0,2            | 0,5            | 0,5            | 5,5            |
| 2009/10                                                                                  | Атланта       | 64               | 1                | 9,2              | 39,9             | 14,3             | 81,3             | 2,5              | 0,3              | 0,1              | 0,3              | 3,0              | 5              | 0              | 4,7            | 0,0            | -              | -              | 0,4            | 0,0            | 0,0            | 0,2            | 0,0            |
| 2010/11                                                                                  | Нью-Джерси    | 4                | 3                | 6,2              | 25,0             | -                | -                | 0,8              | 0,3              | 0,0              | 0,0              | 0,5              | Не участвовал  | Не участвовал  | Не участвовал  | Не участвовал  | Не участвовал  | Не участвовал  | Не участвовал  | Не участвовал  | Не участвовал  | Не участвовал  | Не участвовал  |
| 2010/11                                                                                  | Лейкерс       | 12               | 0                | 3,7              | 16,7             | -                | 100,0            | 1,5              | 0,3              | 0,0              | 0,3              | 0,5              | 5              | 0              | 2,2            | 0,0            | -              | -              | 0,2            | 0,0            | 0,0            | 0,0            | 0,0            |
|                                                                                          | Всего         | 1030             | 617              | 26,2             | 45,5             | 23,8             | 79,0             | 6,4              | 1,0              | 0,6              | 0,8              | 10,9             | 62             | 11             | 17,4           | 45,1           | 37,5           | 78,0           | 3,9            | 0,3            | 0,4            | 0,6            | 5,4            |
| Наведите курсор мыши на аббревиатуры в заголовке таблицы, чтобы прочесть их расшифровку. |               |                  |                  |                  |                  |                  |                  |                  |                  |                  |                  |                  |                |                |                |                |                |                |                |                |                |                |                |